# Răzvan Cociș
Răzvan Cociș (Cluj-Napoca, 19 febbraio 1983) è un ex calciatore rumeno, di ruolo centrocampista.
Il 28 marzo 2008 è stato decorato dal Presidente della Romania con la medaglia al "Merito sportivo" per i risultati ottenuti durante le qualificazioni ai campionati europei 2008 e la conseguente qualificazione allo stesso campionato.

## Statistiche

### Presenze e reti nei club
Statistiche aggiornate al 23 marzo 2016.
| Stagione                | Squadra                 | Campionato              | Campionato | Campionato | Coppe nazionali | Coppe nazionali | Coppe nazionali | Coppe continentali | Coppe continentali | Coppe continentali | Altre coppe | Altre coppe | Altre coppe | Totale | Totale |
| Stagione                | Squadra                 | Comp                    | Pres       | Reti       | Comp            | Pres            | Reti            | Comp               | Pres               | Reti               | Comp        | Pres        | Reti        | Pres   | Reti   |
| ----------------------- | ----------------------- | ----------------------- | ---------- | ---------- | --------------- | --------------- | --------------- | ------------------ | ------------------ | ------------------ | ----------- | ----------- | ----------- | ------ | ------ |
| 2004-2005               | Sheriff Tiraspol        | DN                      | -          | -          | -               | -               | -               | UCL                | 2                  | 1                  | -           | -           | -           | 2      | 1      |
| 2005-2006               | Sheriff Tiraspol        | DN                      | -          | -          | -               | -               | -               | UCL                | 2                  | 0                  | -           | -           | -           | 2      | 0      |
| 2006                    | Sheriff Tiraspol        | -                       | -          | -          | -               | -               | -               | UCL                | 3                  | 1                  | -           | -           | -           | 3      | 1      |
| Totale Sheriff Tiraspol | Totale Sheriff Tiraspol | Totale Sheriff Tiraspol |            |            |                 |                 |                 |                    | 7                  | 2                  |             |             |             | 7      | 2      |
| 2006                    | Lokomotiv Mosca         | PL                      | 14         | 2          | -               | -               | -               | -                  | -                  | -                  | -           | -           | -           | 14     | 2      |
| 2007                    | Lokomotiv Mosca         | PL                      | 25         | 1          | -               | -               | -               | CU                 | 4                  | 0                  | -           | -           | -           | 29     | 1      |
| 2008                    | Lokomotiv Mosca         | PL                      | 15         | 1          | -               | -               | -               | -                  | -                  | -                  | -           | -           | -           | 15     | 1      |
| 2009                    | Lokomotiv Mosca         | -                       | -          | -          | CR              | 1               | 0               | -                  | -                  | -                  | -           | -           | -           | 1      | 0      |
| Totale Lokomotiv Mosca  | Totale Lokomotiv Mosca  | Totale Lokomotiv Mosca  | 54         | 4          |                 | 1               | 0               |                    | 4                  | 0                  |             |             |             | 59     | 4      |
| 2009-2010               | ACS Poli Timișoara      | L1                      | 9          | 3          | -               | -               | -               | -                  | -                  | -                  | -           | -           | -           | 9      | 3      |
| 2010-2011               | Al-Nassr                | SPL                     | 12         | 2          | -               | -               | -               | -                  | -                  | -                  | -           | -           | -           | 12     | 2      |
| 2010-2011               | FK Karpaty L'viv        | PL                      | 11         | 2          | -               | -               | -               | -                  | -                  | -                  | -           | -           | -           | 11     | 2      |
| 2011-2012               | Rostov                  | PL                      | 25+2       | 3+1        | CR              | 2               | 0               | -                  | -                  | -                  | -           | -           | -           | 27+2   | 3      |
| 2012-2013               | Rostov                  | PL                      | 15+2       | 1+1        | CR              | 2               | 1               | -                  | -                  | -                  | -           | -           | -           | 17+2   | 2      |
| Totale FK Rostov        | Totale FK Rostov        | Totale FK Rostov        | 40+4       | 4+2        |                 | 4               | 1               |                    |                    |                    |             |             |             | 44+4   | 5+2    |
| 2013-2014               | FK Hoverla              | PL                      | 19         | 3          | CU              | 1               | 0               | -                  | -                  | -                  | -           | -           | -           | 20     | 3      |
| 2014                    | Chicago Fire            | MLS                     | 10         | 0          | USOC            | 1               | 0               | -                  | -                  | -                  | -           | -           | -           | 11     | 0      |
| 2015                    | Chicago Fire            | MLS                     | 26         | 2          | USOC            | 3               | 0               | -                  | -                  | -                  | -           | -           | -           | 29     | 2      |
| 2016                    | Chicago Fire            | MLS                     | 2          | 1          | -               | -               | -               | -                  | -                  | -                  | -           | -           | -           | 2      | 1      |
| Totale Chicago Fire     | Totale Chicago Fire     | Totale Chicago Fire     | 38         | 3          |                 | 4               | 0               |                    |                    |                    |             |             |             | 42     | 3      |
| Totale                  | Totale                  | Totale                  | 183+4      | 21+2       |                 | 10              | 1               |                    | 11                 | 2                  |             | -           | -           | 204+4  | 24+2   |

### Cronologia presenze e reti in nazionale
| Cronologia completa delle presenze e delle reti in nazionale ― Romania | Cronologia completa delle presenze e delle reti in nazionale ― Romania | Cronologia completa delle presenze e delle reti in nazionale ― Romania | Cronologia completa delle presenze e delle reti in nazionale ― Romania | Cronologia completa delle presenze e delle reti in nazionale ― Romania | Cronologia completa delle presenze e delle reti in nazionale ― Romania | Cronologia completa delle presenze e delle reti in nazionale ― Romania | Cronologia completa delle presenze e delle reti in nazionale ― Romania |
| Data                                                                   | Città                                                                  | In casa                                                                | Risultato                                                              | Ospiti                                                                 | Competizione                                                           | Reti                                                                   | Note                                                                   |
| ---------------------------------------------------------------------- | ---------------------------------------------------------------------- | ---------------------------------------------------------------------- | ---------------------------------------------------------------------- | ---------------------------------------------------------------------- | ---------------------------------------------------------------------- | ---------------------------------------------------------------------- | ---------------------------------------------------------------------- |
| 17-8-2005                                                              | Costanza                                                               | Romania                                                                | 2 – 0                                                                  | Andorra                                                                | Qual. Mondiali 2006                                                    | -                                                                      |                                                                        |
| 3-9-2005                                                               | Costanza                                                               | Romania                                                                | 2 – 0                                                                  | Rep. Ceca                                                              | Qual. Mondiali 2006                                                    | -                                                                      |                                                                        |
| 8-10-2005                                                              | Helsinki                                                               | Finlandia                                                              | 0 – 1                                                                  | Romania                                                                | Qual. Mondiali 2006                                                    | -                                                                      |                                                                        |
| 12-11-2005                                                             | Le Mans                                                                | Romania                                                                | 1 – 2                                                                  | Costa d'Avorio                                                         | Amichevole                                                             | -                                                                      | 80’                                                                    |
| 16-11-2005                                                             | Bucarest                                                               | Romania                                                                | 3 – 0                                                                  | Nigeria                                                                | Amichevole                                                             | -                                                                      |                                                                        |
| 28-2-2006                                                              | Nicosia                                                                | Romania                                                                | 2 – 0                                                                  | Armenia                                                                | Amichevole                                                             | 1                                                                      | 70’                                                                    |
| 1-3-2006                                                               | Larnaca                                                                | Romania                                                                | 2 – 0                                                                  | Slovenia                                                               | Amichevole                                                             | -                                                                      |                                                                        |
| 23-5-2006                                                              | Los Angeles                                                            | Romania                                                                | 0 – 2                                                                  | Uruguay                                                                | Amichevole                                                             | -                                                                      |                                                                        |
| 26-5-2006                                                              | Chicago                                                                | Romania                                                                | 2 – 0                                                                  | Irlanda del Nord                                                       | Amichevole                                                             | -                                                                      | 46’                                                                    |
| 27-5-2006                                                              | Chicago                                                                | Romania                                                                | 0 – 0                                                                  | Colombia                                                               | Amichevole                                                             | -                                                                      | 73’                                                                    |
| 2-9-2006                                                               | Costanza                                                               | Romania                                                                | 2 – 2                                                                  | Bulgaria                                                               | Qual. Euro 2008                                                        | -                                                                      | 60’                                                                    |
| 7-10-2006                                                              | Bucarest                                                               | Romania                                                                | 3 – 1                                                                  | Bielorussia                                                            | Qual. Euro 2008                                                        | 1                                                                      | 88’                                                                    |
| 15-11-2006                                                             | Cadice                                                                 | Spagna                                                                 | 0 – 1                                                                  | Romania                                                                | Amichevole                                                             | -                                                                      |                                                                        |
| 7-2-2007                                                               | Bucarest                                                               | Romania                                                                | 2 – 0                                                                  | Moldavia                                                               | Amichevole                                                             | -                                                                      | 74’                                                                    |
| 24-3-2007                                                              | Rotterdam                                                              | Paesi Bassi                                                            | 0 – 0                                                                  | Romania                                                                | Qual. Euro 2008                                                        | -                                                                      |                                                                        |
| 28-3-2007                                                              | Piatra Neamț                                                           | Romania                                                                | 3 – 0                                                                  | Lussemburgo                                                            | Qual. Euro 2008                                                        | -                                                                      |                                                                        |
| 17-11-2007                                                             | Sofia                                                                  | Bulgaria                                                               | 1 – 0                                                                  | Romania                                                                | Qual. Euro 2008                                                        | -                                                                      | 58’                                                                    |
| 21-11-2007                                                             | Bucarest                                                               | Romania                                                                | 6 – 1                                                                  | Albania                                                                | Qual. Euro 2008                                                        | 1                                                                      |                                                                        |
| 6-2-2008                                                               | Tel Aviv                                                               | Israele                                                                | 1 – 0                                                                  | Romania                                                                | Amichevole                                                             | -                                                                      |                                                                        |
| 26-3-2008                                                              | Bucarest                                                               | Romania                                                                | 3 – 0                                                                  | Russia                                                                 | Amichevole                                                             | -                                                                      | 85’                                                                    |
| 31-5-2008                                                              | Bucarest                                                               | Romania                                                                | 4 – 0                                                                  | Montenegro                                                             | Amichevole                                                             | -                                                                      | 46’                                                                    |
| 9-6-2008                                                               | Zurigo                                                                 | Romania                                                                | 0 – 0                                                                  | Francia                                                                | Euro 2008 - 1º turno                                                   | -                                                                      | 90+3’                                                                  |
| 13-6-2008                                                              | Zurigo                                                                 | Italia                                                                 | 1 – 1                                                                  | Romania                                                                | Euro 2008 - 1º turno                                                   | -                                                                      | 25’                                                                    |
| 17-6-2008                                                              | Berna                                                                  | Paesi Bassi                                                            | 2 – 0                                                                  | Romania                                                                | Euro 2008 - 1º turno                                                   | -                                                                      |                                                                        |
| 20-8-2008                                                              | Costanza                                                               | Romania                                                                | 1 – 0                                                                  | Lettonia                                                               | Amichevole                                                             | -                                                                      |                                                                        |
| 6-9-2008                                                               | Cluj-Napoca                                                            | Romania                                                                | 0 – 3                                                                  | Lituania                                                               | Qual. Mondiali 2010                                                    | -                                                                      |                                                                        |
| 10-9-2008                                                              | Tórshavn                                                               | Fær Øer                                                                | 0 – 1                                                                  | Romania                                                                | Qual. Mondiali 2010                                                    | 1                                                                      |                                                                        |
| 11-10-2008                                                             | Costanza                                                               | Romania                                                                | 2 – 2                                                                  | Francia                                                                | Qual. Mondiali 2010                                                    | -                                                                      |                                                                        |
| 19-11-2008                                                             | Bucarest                                                               | Romania                                                                | 2 – 1                                                                  | Georgia                                                                | Amichevole                                                             | -                                                                      |                                                                        |
| 11-2-2009                                                              | Bucarest                                                               | Romania                                                                | 2 – 1                                                                  | Croazia                                                                | Amichevole                                                             | -                                                                      | 81’                                                                    |
| 28-3-2009                                                              | Costanza                                                               | Romania                                                                | 2 – 3                                                                  | Serbia                                                                 | Qual. Mondiali 2010                                                    | -                                                                      | 76’                                                                    |
| 1-4-2009                                                               | Klagenfurt                                                             | Austria                                                                | 2 – 1                                                                  | Romania                                                                | Qual. Mondiali 2010                                                    | -                                                                      |                                                                        |
| 29-5-2010                                                              | Leopoli                                                                | Ucraina                                                                | 3 – 2                                                                  | Romania                                                                | Amichevole                                                             | -                                                                      | 46’                                                                    |
| 2-6-2010                                                               | Villach                                                                | Romania                                                                | 0 – 1                                                                  | Macedonia                                                              | Amichevole                                                             | -                                                                      |                                                                        |
| 5-6-2010                                                               | Sankt Veit an der Glan                                                 | Honduras                                                               | 0 – 3                                                                  | Romania                                                                | Amichevole                                                             | -                                                                      | 46’                                                                    |
| 11-8-2010                                                              | Istanbul                                                               | Turchia                                                                | 2 – 0                                                                  | Romania                                                                | Qual. Euro 2012                                                        | -                                                                      | 80’                                                                    |
| 3-9-2010                                                               | Piatra Neamț                                                           | Romania                                                                | 1 – 1                                                                  | Albania                                                                | Qual. Euro 2012                                                        | -                                                                      | 77’                                                                    |
| 7-9-2010                                                               | Minsk                                                                  | Bielorussia                                                            | 0 – 0                                                                  | Romania                                                                | Qual. Euro 2012                                                        | -                                                                      | 46’                                                                    |
| 9-10-2010                                                              | Saint-Denis                                                            | Francia                                                                | 2 – 0                                                                  | Romania                                                                | Qual. Euro 2012                                                        | -                                                                      | 87’                                                                    |
| 26-3-2011                                                              | Zenica                                                                 | Bosnia ed Erzegovina                                                   | 2 – 1                                                                  | Romania                                                                | Qual. Euro 2012                                                        | -                                                                      | 70’                                                                    |
| 10-8-2011                                                              | San Marino                                                             | San Marino                                                             | 0 – 1                                                                  | Romania                                                                | Amichevole                                                             | -                                                                      | 46’                                                                    |
| 2-9-2011                                                               | Lussemburgo                                                            | Lussemburgo                                                            | 0 – 2                                                                  | Romania                                                                | Qual. Euro 2012                                                        | -                                                                      |                                                                        |
| 6-9-2011                                                               | Bucarest                                                               | Romania                                                                | 0 – 0                                                                  | Francia                                                                | Qual. Euro 2012                                                        | -                                                                      | 54’                                                                    |
| 7-10-2011                                                              | Bucarest                                                               | Romania                                                                | 2 – 2                                                                  | Bielorussia                                                            | Qual. Euro 2012                                                        | -                                                                      | 70’                                                                    |
| 11-10-2011                                                             | Tirana                                                                 | Albania                                                                | 1 – 1                                                                  | Romania                                                                | Qual. Euro 2012                                                        | -                                                                      |                                                                        |
| 11-11-2011                                                             | Liegi                                                                  | Belgio                                                                 | 2 – 1                                                                  | Romania                                                                | Amichevole                                                             | -                                                                      |                                                                        |
| 15-11-2011                                                             | Altach                                                                 | Grecia                                                                 | 1 – 3                                                                  | Romania                                                                | Amichevole                                                             | -                                                                      | 78’                                                                    |
| 15-8-2012                                                              | Lubiana                                                                | Slovenia                                                               | 4 – 3                                                                  | Romania                                                                | Amichevole                                                             | -                                                                      |                                                                        |
| 12-10-2012                                                             | Istanbul                                                               | Turchia                                                                | 0 – 1                                                                  | Romania                                                                | Qual. Mondiali 2014                                                    | -                                                                      | 50’                                                                    |
| 15-11-2013                                                             | Atene                                                                  | Grecia                                                                 | 3 – 1                                                                  | Romania                                                                | Qual. Mondiali 2014                                                    | -                                                                      | 35’                                                                    |
| Totale                                                                 |                                                                        | Presenze                                                               | 50                                                                     |                                                                        | Reti                                                                   | 2                                                                      |                                                                        |

## Palmarès

### Club

#### Competizioni nazionali
- Campionato moldavo: 2

Sheriff Tiraspol: 2004-2005, 2005-2006
- Coppa di Moldavia: 1

Sheriff Tiraspol: 2005-2006
- Supercoppa di Moldavia: 2

Sheriff Tiraspol: 2004, 2005
- Coppa di Russia: 1

Lokomotiv Mosca: 2006-2007